# Larceny in Her Heart
Pour plus de détails, voir Fiche technique et Distribution.
Larceny in Her Heart est un film américain réalisé par Sam Newfield, sorti en 1946, avec Hugh Beaumont, Cheryl Walker et Ralph Dunn (en) dans les rôles principaux. 
Il s'agit de la deuxième des cinq réalisations consacré aux aventures du détective privé Mike Shayne et produite par la Producers Releasing Corporation avec Hugh Beaumont dans le rôle principal.

## Synopsis
Burton Stallings (Gordon Richards) demande au détective privé Michael Shayne (Hugh Beaumont) de retrouver sa belle-fille, Helen (Marie Hannon). Cette dernière se présente à Shayne peu après de son plein gré, mais est assassinée par un inconnu dans son bureau. Shayne commence alors son enquête.

## Fiche technique
- Titre original : Larceny in Her Heart
- Réalisation : Sam Newfield
- Scénario : Raymond L. Schrock d'après le personnage du détective privé Mike Shayne de Brett Halliday
- Photographie : Jack Greenhalgh
- Montage : Holbrook N. Todd (en)
- Musique : Leo Erdody (en)
- Décors : Harry Reif
- Direction artistique : Edward C. Jewell
- Producteur : Sigmund Neufeld
- Société de production : Sigmund Neufeld Productions
- Société de distribution : Producers Releasing Corporation
- Pays d'origine : États-Unis
- Format : Noir et blanc
- Genre cinématographique : Film policier, film noir
- Durée : 68 minutes
- Date de sortie :
  - États-Unis : 20 mai 1946

## Distribution
- Hugh Beaumont : le détective privé Michael Shayne
- Cheryl Walker : Phyllis Hamilton
- Ralph Dunn (en) : détective Pete Rafferty
- Paul Bryar (it) : Tim Rourke
- Charles C. Wilson : Gentry
- Douglas Fowley : Doc H. C. Patterson
- Gordon Richards : Burton Stallings
- Charles Quigley : Arch Dubler
- Julia McMillan : Lucille
- Marie Hannon : Helen Stallings / Barbara Brett
- Lee Bennett : Whit Marlowe
- Henry Hall : docteur F. C. Porter

Et, parmi les acteurs et actrices non crédités :
- Milton Kibbee (en)
- Stanley Price (en)
- Gene Roth (en)

## À noter
- Entre 1946 et 1947, la compagnie PRC produit une série de cinq films consacrés aux aventures du détective privé Mike Shayne créé par le romancier américain Brett Halliday. Ce personnage est interprété par Hugh Beaumont et ce film est le deuxième de la série. Une précédente série fut produite par la 20th Century Fox entre 1940 et 1942 avec Lloyd Nolan dans le rôle principal.